# Західний Дарфур
Західний Дарфур (араб. غرب دارفور; трансліт:  'Gharb Darfur' ) — один з 18 штатів Судану.
- Територія 79460 км².
- Населення 1308225 чоловік (на 2008).

Адміністративний центр — місто Ель-Генейна.
Межує з Північним і Південним Дарфуром на сході, а також з Чадом на заході. Західний Дарфур — частина дарфурського конфлікту.
У січні 2012 року зі складу провінції Західний Дарфур була створена нова провінція Центральний Дарфур (за рахунок округів Заллінгі, Джебель-Марра, Ваді-Саліх, Мукджар).

## Адміністративний поділ
Штат станом до січня 2012 року ділився на 7 округів (дистриктів):

Адміністративний поділ штату станом до січня 2012 року

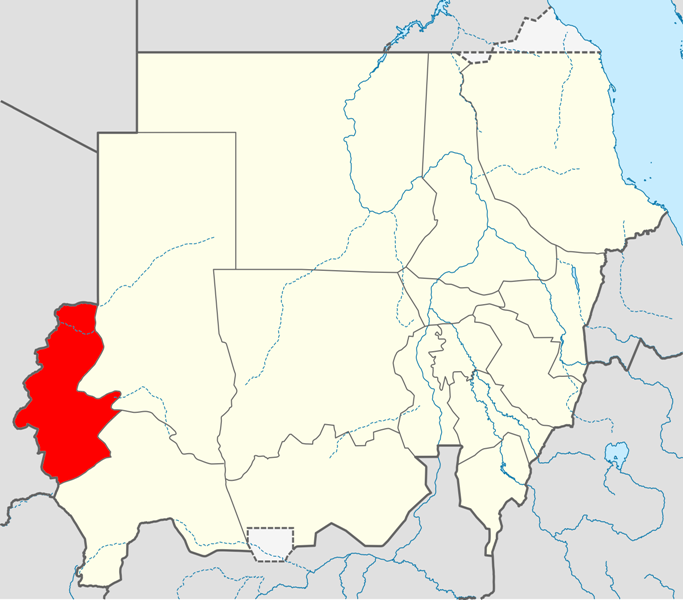
Західний Дарфур до січня 2012 року

1. Кулбус (Kulbus)
2. Аль-Генеіна (Al Geneina)
3. Заллінгі (Zallingi)
4. Джебель-Марра (Jebel Marra)
5. Хабіллах (Habillah)
6. Ваді-Саліх (Wadi Salih)
7. Мукджар (Mukjar)